# James Cerretani
James Cerretani (Reading, Massachusetts, 1981. október 2. –) amerikai hivatásos teniszező. Pályafutása során gyakorlatilag csak párosban szerepelt, legjobb helyezése páros világranglistán a 45. volt 2008. július 21-én. Háromszor játszott ATP-torna döntőjében, kétszer nyert.

## ATP-döntői
| Összesítés                                            | Összesítés |
| ----------------------------------------------------- | ---------- |
| Grand Slam-torna                                      | (0)        |
| ATP World Tour Masters 1000 / ATP Masters Series      | (0)        |
| ATP World Tour 500 Series / International Series Gold | (0)        |
| ATP World Tour 250 Series / International Series      | (2)        |
| ATP World Tour Finals / Tennis Masters Cup            | (0)        |

### Páros

#### Győzelmei (2)
| No. | Dátum            | Helyszín                 | Borítás | Partner        | Ellenfelei a döntőben           | Eredmény a döntőben |
| 1.  | 2008. július 14. | Kitzbühel, Ausztria      | Salak   | Victor Hănescu | Lucas Arnold Ker Olivier Rochus | 6–3, 7–5            |
| 2.  | 2009. február 2. | Johannesburg, Dél-Afrika | Kemény  | Dick Norman    | Rik De Voest Ashley Fisher      | 6–7, 6–2, [14-12]   |

#### Elvesztett döntői (1)
| No. | Dátum           | Helyszín            | Borítás | Partner    | Ellenfelei a döntőben            | Eredmény a döntőben |
| 1.  | 2008. május 19. | Casablanca, Marokkó | Salak   | Todd Perry | Albert Montañés Santiago Ventura | 1–6, 2–6            |